# Beefsteak Tatar

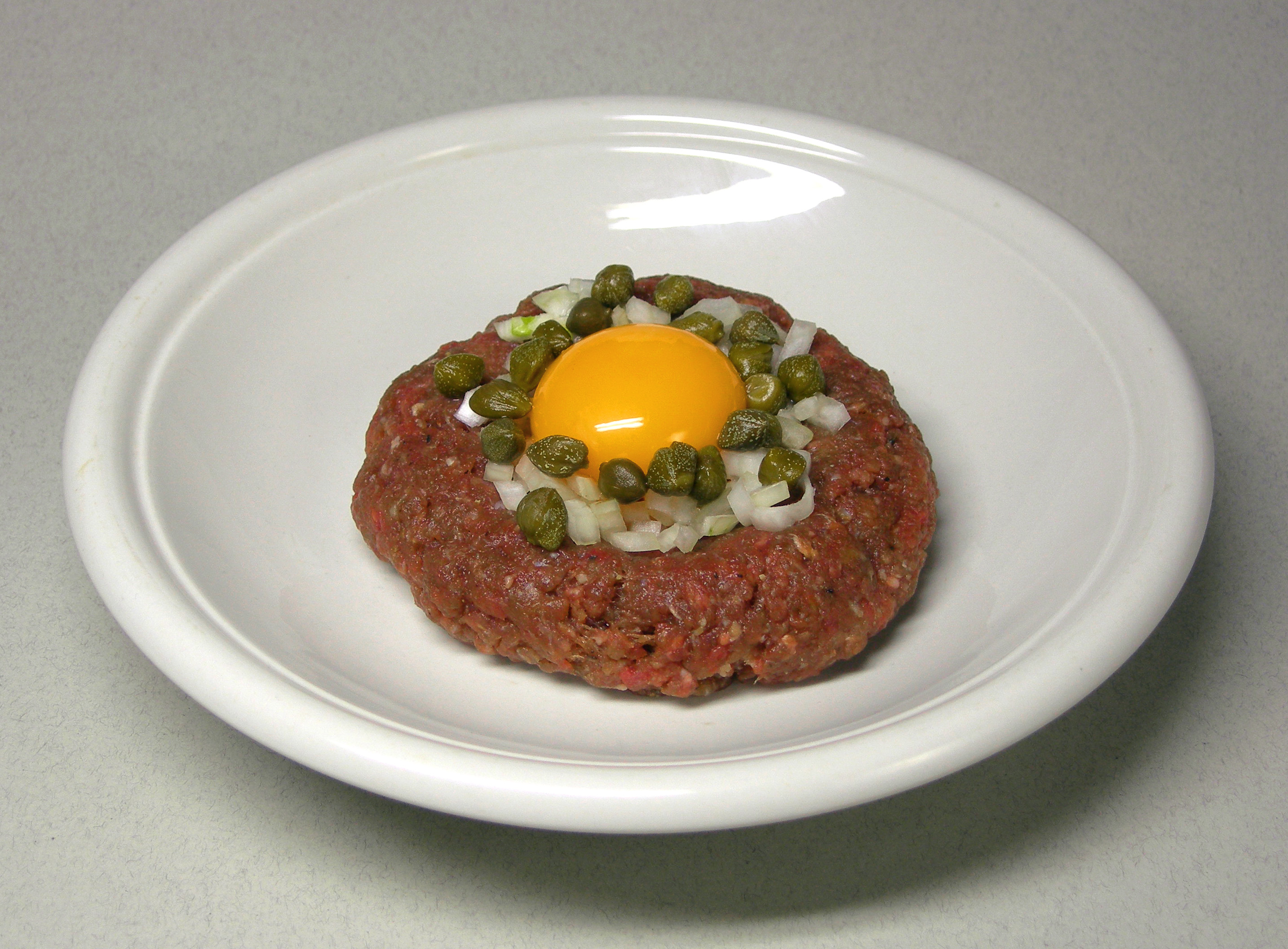
Beefsteak Tatar mit Eigelb, Kapern und Zwiebeln

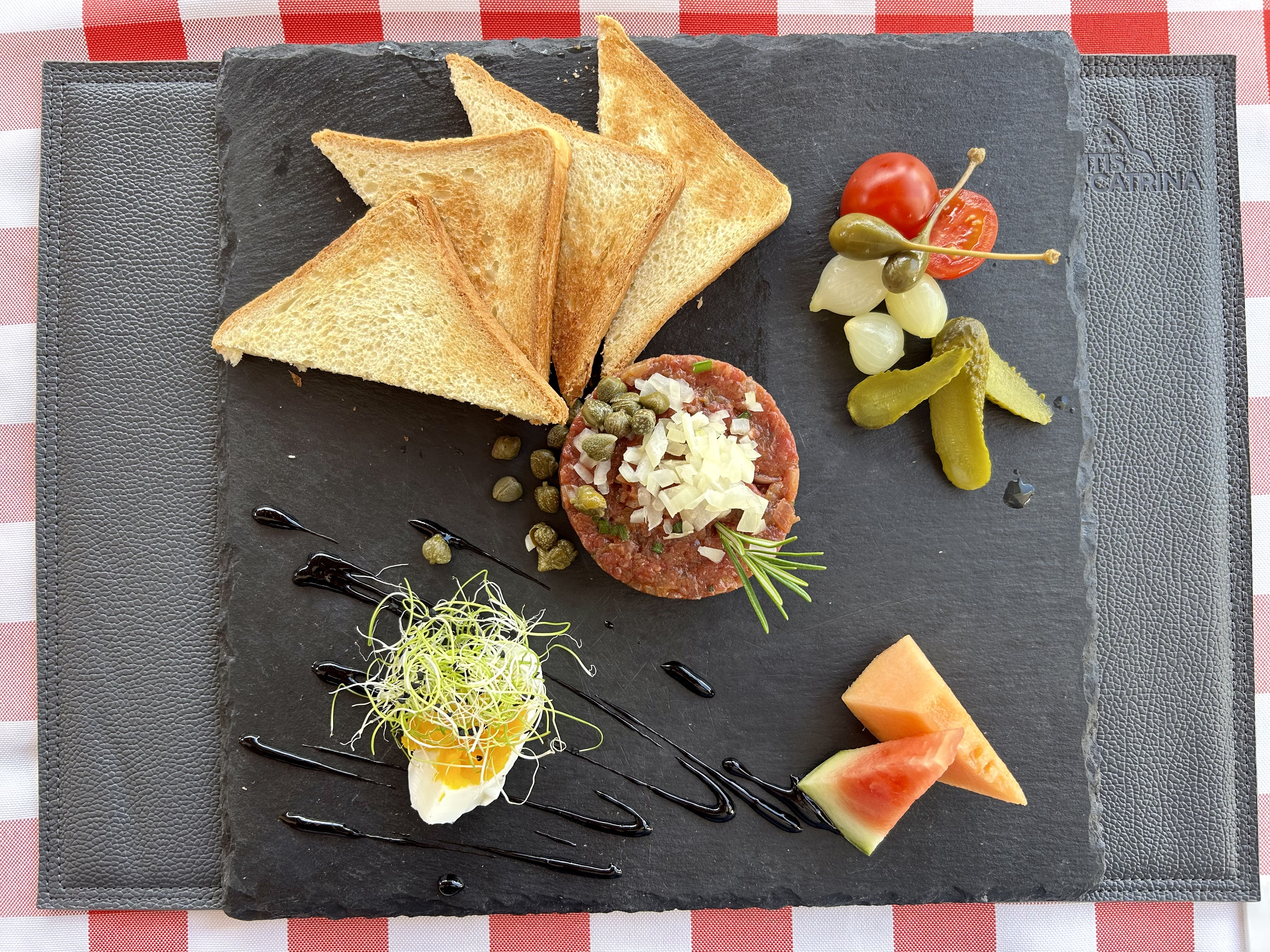
Tatar ohne Eigelb, wie es in der Schweiz oft serviert wird

Beefsteak Tatar (englisch steak tartare, französisch tartare de bœuf), Tatar oder Tatarbeefsteak (auch Hacksteak Tatar) ist ein Hackfleischgericht vom Rind, das aus rohem hochwertigem, sehnenfreiem und fettarmem Muskelfleisch wie Oberschale, Unterschale oder Nuss hergestellt wird und feiner zerkleinert ist als einfaches Rinderhackfleisch. Gesetzlich ist dabei ein Fettgehalt von maximal 6 % zulässig.

## Zubereitung
In Deutschland wird üblicherweise das gehackte Rindfleisch gesalzen und gepfeffert, portionsweise zu flachen Ballen geformt und in die Mitte eine Vertiefung gedrückt, in die ein rohes Eigelb, feingehackte Zwiebeln und Sardellenfilets (bzw. Anchovis) sowie Kapern und eventuell Petersilie und Gewürzgurkenwürfel gegeben werden. Vermischt werden die Zutaten dann direkt auf dem Teller. Dazu werden Mixed Pickles und Mischbrot gereicht, eventuell auch Worcestershire- und Tabascosauce sowie Weinbrand.
Dem Tatar ähnlich sind Mett (Hackepeter) aus gewolftem rohem Schweinefleisch mit Salz, Gewürzen und Zwiebeln, das sogenannte Filet Americain in Belgien und den Niederlanden, das ein gewürztes rohes Hackfleisch ist (oft mit Soße auf Baguette serviert), und Häckerle aus Salzhering oder Matjes, das auch Matjestatar genannt wird. Lachstatar wird entsprechend aus Graved Lachs oder geräuchertem Lachs, eher aber rohem Lachs hergestellt.
In Italien gibt es das Kalbstatar Albese (carne cruda all’albese). Es wird mageres Fleisch vom Fassone-Kalb (razza piemontese) gehackt (battuta al coltello). In der Gegend um Verona gibt es ein Tatar aus Pferdefleisch (tartare di cavallo).
Da rohes Hackfleisch sehr schnell verdirbt, sollte Tatar ebenso wie Hackepeter kurzfristig verbraucht und bis dahin gekühlt werden. Im gewerblichen Bereich in Deutschland einschließlich der Gastronomie gilt hier die Tierische Lebensmittel-Hygieneverordnung (Tier-LMHV), die die Hackfleischverordnung ersetzte. Nach den Leitsätzen des Deutschen Lebensmittelbuchs darf „zubereitetes“ Schabefleisch, also Tatar nur aus sehnen- und fettgewebsarmem Rindfleisch, würzenden Zutaten und Eigelb hergestellt vermarktet werden.

## Geschichte und Etymologie

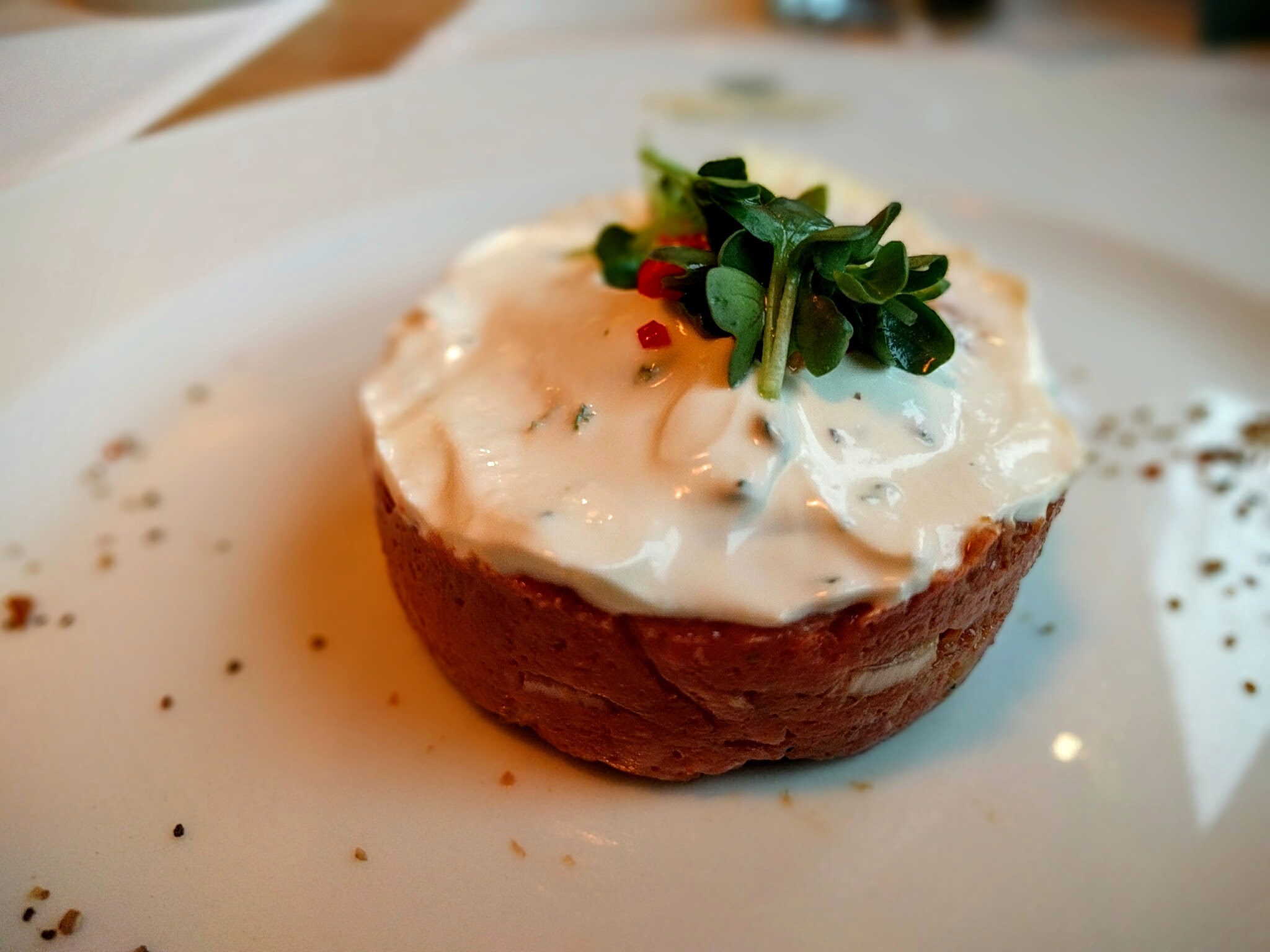
Beefsteak Tatar mit Sauce tartare und Brunnenkresse

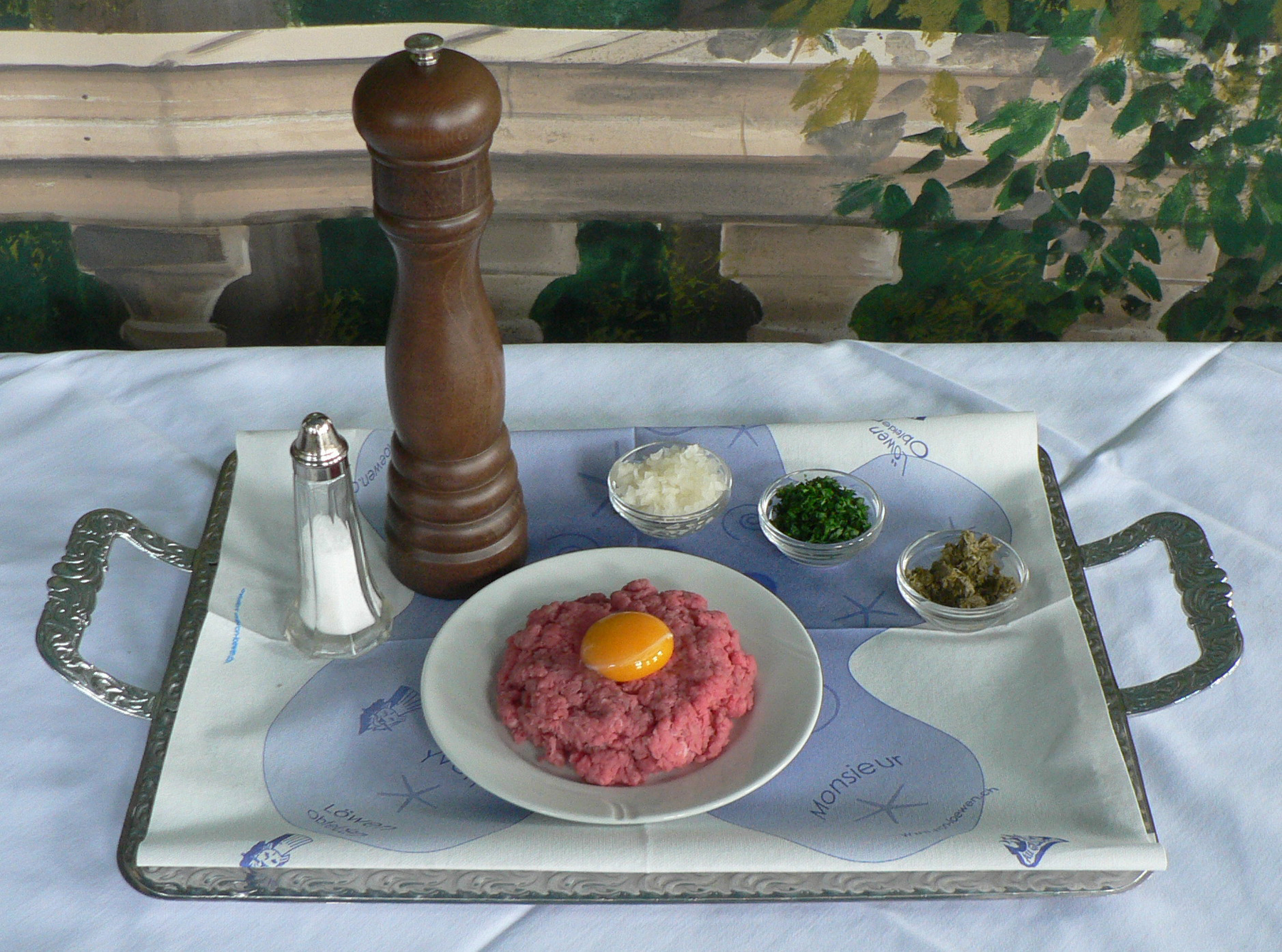
Beef à l’américaine in Frankreich und Belgien

Die Entwicklung von Kühl- und Gefriergeräten gegen Ende des 19. Jahrhunderts ermöglichte den ganzjährigen Genuss von Frischfleisch, wodurch rohes Hackfleisch in vielfältigen Varianten angeboten werden konnte. Bekannt wurde das von dem französischen Meisterkoch Auguste Escoffier 1921 kreierte Beefsteak Tatar oder Tartare, bei dem feines rohes Rinderhackfleisch aus der Hüfte mit einer Sauce à la Tartare auf Senf- und Ei-Basis serviert wird. Es gelangte in den 1950er Jahren auch in der französischsprachigen Schweiz zu Beliebtheit und findet sich noch heute auf „jeder Walliser Wirtshauskarte“. Die bislang älteste bekannte Beschreibung des Gerichts findet sich bereits in dem 1851 erschienenen Buch Gastrosophie von Eugen von Vaerst.
Das Gericht ist nach dem asiatischen Steppenvolk der Tataren benannt, denen damals noch nachgesagt wurde, sie hätten früher rohe Fleischstücke unter ihren Sätteln mürbe geritten und anschließend verzehrt. Diese stereotype Vorstellung wurde aber schon von zeitgenössischen Historikern als Mythos deklariert, beispielsweise 1911 im ersten Band der Cambridge Medieval History. Der Turkologe und Direktor des Institutes für Caucasica-, Tatarica- und Turkestan-Studien Berlin-Magdeburg (ICATAT) Steffen „Mieste“ Hotopp-Riecke befasste sich 2011 ausführlich mit der Herkunft der in Deutschland verbreiteten Bezeichnung Hacksteak Tatar (bzw. Hackfleisch Tartar). Sie sei ihm zufolge nicht mehr [eindeutig] eruierbar. Er stufte das verwendete Ethnonym „Tatar“ als Sekundärstereotyp und historisch gewachsene Metapher ein.
Vielfach wurde der Name des Gerichtes und dessen aufkommende Beliebtheit mit dem 1876 erschienenen Roman Der Kurier des Zaren von Jules Verne in Zusammenhang gebracht. Hotopp-Riecke sieht hier „einen Küchenhistoriker nach dem anderen“ derartige Behauptungen wiederholen, eine „Ta(r)tar“ genannte Speise komme in dem  Roman gar nicht vor. Tatsächlich erwähnt wird im Roman nur „Kulbat, eine Art Pastete aus Reis, Eidotter und geklopftem Fleisch“. Hotopp-Riecke unterstellt, dies sei in Wirklichkeit eine gekochte Speise gewesen.

## Rezeption in Literatur und Geisteswissenschaften
Der Dramatiker Carl Zuckmayer, der sich (nach seinem Exil in den USA) 1957 in der Schweiz niederließ, setzte dem Gericht in seinem gereimten Essay Das Essen ein literarisches Denkmal: „Beefsteak tatare ist fast so stark an Gnade wie ein am Grill gebratnes Lendenstück …“. Der Schriftsteller Thomas Bernhard, dessen regelmäßiger Genuss von Beefsteak Tatar belegt ist, fiktionalisierte das „blutige Fleischgericht“ in seinem 1972 erschienenen Theaterstück Der Ignorant und der Wahnsinnige, indem er die von seinen Protagonisten verzehrte Speise als „metaphorische Spiegelung“ von „Zerstörung“ und dem „Gedanken der Selbstvernichtung“ benutzte.
Eine makabre Hommage an das rohe Hackfleisch findet sich auch in Bertolt Brechts Dreigroschenoper im Refrain des Kanonensongs: „...wenn es mal regnete / und es begegnete / ihnen ne neue Rasse / ne braune oder blasse / dann machten sie vielleicht daraus ihr Beefsteak Tartar“.
Dem Philosophen Roland Barthes zufolge ist der Verzehr des Beefsteak tatare insbesondere im Kontext der französischen Küche als „eine beschwörende, gegen die romantische Assoziierung von Sensibilität und Krankhaftigkeit gerichtete Handlung“ zu deuten: „In dieser Art der Zubereitung sind alle Keimzustände der Materie enthalten: der blutige Brei, das Schleimige des Eies, der ganze Zusammenklang weicher lebender Substanzen, ein bedeutungsvolles Kompendium der Bilder des Vorgeburtlichen.“